# 벨레그라
벨레그라(이탈리아어: Bellegra)는 이탈리아 라치오주 로마현에 위치한 코무네다.